# Димитър Тодоров – Димитрото
Димитър Тодоров Донков – Димитрото е български революционер, четник в Ботевата чета.

## Биография
Роден на 19 февруари 1855 г. в будното и всякога с борчески дух габровско село Нова махала. На 13 години заминава за Румъния. Там се установява в гр. Питещ при габровските търговци братя Тутнешеви. При тях остава до 1871 г., когато заминава за Букурещ и започва работа като надзирател на дървен склад и на частни гори. Там успява да се запознае със забогателите българи, влиза в революционните среди.
През 1876 г. става четник в четата на Христо Ботев. На 17 май слиза от парахода „Радецки“ на Козлодуйския бряг. Взима участие в боевете. След като четата е разбита във Врачанския балкан, а Христо Ботев убит, Димитрото се присъединява към групата, останала около Никола Войновски и тръгва към Троянския балкан.
На 15 юни става свидетел на убийството на Войновски. Три дни по-късно е предаден от братята Пенчо и Петър Батоша от с. Шипково (Троянско). Заловен е с още трима негови другари в един хан, недалеч от Троян. Така е поставен окончателният край и унищожение на Ботевата чета.
От Троян е изпратен в Ловеч, а после в Търново, за да бъде съден. Осъден е на смърт. Присъдата била спряна, за да се произнесе извънреден военен съд в Русе, специално формиран да съди заловените четници от Ботевата чета. Русенският съд също издава смъртна присъда. Явяват се застъпници – представители на чужди държави, които успяват да издействат бесилката да бъде заменена с доживотен затвор. Осъдените са изпратени през Варна за Цариград. До обявяването на Освободителната война Димитрото е бил в цариградските „зандани“ – затвори.
След като руските войски преминават Дунав, той е изпратен в крепостта Акия в Палестина. Там Димитър Тодоров е окован до 21 март 1878 г. По силата на подписания Санстефански договор е пуснат на свобода, заедно с още няколко други заточеници.
Завършва земния си път в Габрово на преклонна възраст.

## Любопитно
Както пише д-р Петър Цончев, през 30-те г. на ХХ век, вече старец на повече от 70 години, всяко лято Димитрото водил български младежи на лобното място, където е паднал Христо Ботев.